# Edy Hubacher
Eduard (Edy) Hubacher (Urtenen-Schönbühl, 15 april 1940) is een voormalig Zwitsers bobsleeremmer en discuswerper en kogelstoter.
Hubacher nam deel aan de Olympische Zomerspelen 1968 waar hij zowel bij het discuswerpen als het kogelstoten in de kwalificatie strandde. Hubacher nam als bobsleeër deel aan de Olympische Winterspelen 1972 waar hij in de tweemansbob de bronzen medaille won en in de viermansbob de gouden medaille.

## Resultaten
- Olympische Zomerspelen 1968 in Mexico-Stad 15e in het kogelstoten
- Olympische Zomerspelen 1968 in Mexico-Stad 25e in het discuswerpen
- Olympische Winterspelen 1972 in Sapporo  in de tweemansbob
- Olympische Winterspelen 1972 in Sapporo  in de viermansbob

1924: Scherrer / Neveu / A.Schläppi / H.Schläppi ·
1928: Fiske / Tucker / Mason / Gray / Parke ·
1932: Fiske / Eagan / Gray / O'Brien ·
1936: Musy / Gartmann / Bouvier / Beerli ·
1948: Tyler / Martin / Rimkus / D'Amico ·
1952: Ostler / Kuhn / Nieberl / Kemser ·
1956: Kapus / Diener / Alt / Angst ·
1964: V.Emery / Kirby / Anakin / J.Emery ·
1968: Monti / De Paolis / Zandonella / Armano ·
1972: Wicki / Leutenegger / Camichel / Hubacher ·
1976: Nehmer / Babock / Germeshausen / Lehmann ·
1980: Nehmer / Musiol / Germeshausen / Gerhardt ·
1984: Hoppe / Wetzig / Schauerhammer / Kirchner ·
1988: Fasser / Meier / Fässler / Stocker ·
1992: Appelt / Schroll / Winkler / Haidacher ·
1994: Czudaj / Brannasch / Hampel / Szelig ·
1998: Langen / Zimmermann / Jakobs / Hampel ·
2002: Lange / Kühn / Kuske / Embach ·
2006: Lange / Hoppe / Kuske / Putze ·
2010: Holcomb / Mesler / Tomasevicz / Olsen ·
2014: Melbārdis / Dreiškens / Vilkaste / Strenga  ·
2018: Friedrich / Bauer / Grothkopp / Margis   ·
2022: Friedrich / Margis / Bauer / Schüller